# Kibbuzbewegung
Die Kibbuzbewegung (hebräisch הַתְּנוּעָה הַקִּבּוּצִית Ha-Tnūʿah ha-Qibbūzīt, deutsch ‚die Kibbuzische Bewegung‘, Plene: … הַקִּיבּוּצִית) ist die 1999 durch Zusammenschluss gegründete Dachorganisation der säkularen, d. h. allermeisten Kibbuzim in Israel. Zurzeit zählt diese Kibbuzbewegung 273 Kibbuzim in Israel mit insgesamt 120.000 Einwohnern.
Daneben gibt es mit 16 Kibbuzim noch die kleine Vereinigung Ha-Qibbūz ha-Datī / הַקִּבּוּץ הַדָּתִי, englisch Religious Kibbutz Movement der religiösen Kibbuzim, 1935 gegründet.

## Geschichte
Nachdem der erste Kibbuz Deganja A im Jahre 1909 gegründet worden war, bildete sich 1925 die erste Dachorganisation, nämlich Chever ha-Qvūzōt / חֶבֶר הַקְּבוּצִוֹת. Sie war der linken Mitte zuzuordnen und versuchte, auch mit der politischen Rechten der jüdischen Bevölkerung im Kontakt zu bleiben.
1927 gründete sich als Alternative die Organisation Ha-Qibbūz ha-Məʾuchad / הַקִּבּוּץ הַמְּאֻחָד / ‚der Vereinigte Kibbuz‘, weiter links stehend, und „bevorzugte den Großkibbutz als Vorreiter einer Großkommune auf nationaler Ebene.“
1928 gründete sich die am weitesten links stehende Dachorganisation Ha-Qibbūz ha-Artzī / הַקִּבּוּץ הָאַרְצִי / ‚Landeskibbuz‘ (mit der linkssozialistischen Mapam-Partei verbunden, heute Meretz-Partei). 1998 vertrat sie 85 Kibbuzim.
Die politischen Auseinandersetzungen drehten sich im Kern immer um die Frage, welches Recht die (klassisch bürgerliche) Individualität (einschließlich der Kleinfamilie) in einem kollektiven Lebensmodell noch hat. Nach der Gründung des Staates Israel verstärkten sich diese Differenzen.
1951 trennten sich so die sozialdemokratischen Kibbuzniks der linken Mitte (Ben Gurion, Mapai-Partei) von der Organisation Ha-Kibbutz ha-Məʾuchad, gingen mit der Chever ha-Qvutzot zusammen und bildeten die neue Dachorganisation Ichūd ha-Qvūtzōt wə-ha-Qibbūzīm / אִחוּד הַקְּבוּצִוֹת וְהַקִּבּוּצִים / ‚Einheit der Gruppen und der Kibbuzim‘. Die 1951 verbliebenen Mitglieder der Organisation Ha-Kibbutz ha-Məʾuchad standen der sozialistischen Partei Achdut ha-ʿAvodah nahe. Aus dieser Zeit stammen die Teilungen von Kibbuzim, die räumlich (meist von einem gemeinsamen Sicherheitszaun umgeben) zusammenblieben, aber an den gemeinsamen Kibbuznamen ein ‚Ichud‘ oder ‚Məʾuchad‘ anhängten, zum Beispiel Aschdot Jaʿaqov oder ʿEin Charod. Ichud und Ha-Kibbutz ha-Məʾuchad schlossen sich 1979 zur „Vereinigten Kibbuz-Bewegung“ (hebräisch הַתְּנוּעָה הַקִּבּוּצִית הַמְּאֻחֶדֶת Ha-Tnūʿah ha-Qibbūzīt ha-Məʾuchedet; Akronym: HaTaQaM) zusammen und machten so die Trennung von 1951 rückgängig.
Im Zuge der politischen und wirtschaftlichen Krise der Kibbutzim vereinigten sich schließlich 1999 HaTaQaM und die linkssozialistische Organisation Ha-Kibbutz ha-Artzi zur heutigen Ha-Tnūʿah ha-Kibbuzit.
Der bitterste Tag in der Geschichte der Kibbuzbewegung war der Terrorangriff der Hamas auf Israel am 7. Oktober 2023, der 18 Kibbuzim in der Nähe des Gazastreifens betraf. Bei der Trauerfeier der Kibbuzbewegung am 16. November 2023 hielt David Grossman die Gedenkrede für die von der Hamas Ermordeten, Gefolterten und Verschleppten.
Im Februar 2024 sagte Nir Meʾir, der scheidende Vorsitzende der Kibbuzbewegung, in einem Interview: »Die Siedler haben nicht Unrecht. Die Rechten haben Recht: Das ist der Weg – [palästinensisches] Land beschlagnahmen und halten; und ihre Behauptung, dass überall dort, wo wir Israelis gehen, die Araber an unserer Statt kommen, ist richtig. Die Rechte hat auch mit ihrem Weg Recht: Durch Siedlungen und nur durch Siedlungen kann unsere Souveränität durchgesetzt werden. ... [Die Siedler] haben von uns gelernt, wie man das Land besiedelt und sich aneignet. Der Unterschied zwischen ihnen und uns ist nicht der Weg oder die Methode, sondern die Absicht und das Ziel. ... Es wird keinen Frieden mit den Palästinensern geben.«